# استودان روستای گچی
استودان روستای گچی مربوط به دوره ساسانیان است و در شهرستان کهگیلویه، بخش چاروسا، روستای گچی واقع شده و این اثر در تاریخ ۲۴ فروردین ۱۳۸۲ با شمارهٔ ثبت ۸۳۳۷ به‌عنوان یکی از آثار ملی ایران به ثبت رسیده است.